# EX-307
La EX-307 es una carretera de titularidad de la Junta de Extremadura. Su categoría es local. La denominación oficial es   EX-307 , de Mérida a Guareña.

## Historia de la carretera
La carretera fue transferida por la Diputación Provincial de Badajoz a la Junta de Extremadura mediante el acuerdo de transferencias entre ambas Administraciones del año 2000. Eran las antiguas BA-V-6021 y BA-V-6022, que después fueron reunificadas como BA-090.
La nomenclatura   EX-307  fue asignada, inicialmente, en el año 1997, a la carretera que discurría entre Azuaga y su estación de ferrocarril. Carretera que fue transferida por la Junta de Extremadura a la Diputación Provincial de Badajoz en el acuerdo anteriormente citado de 2000.

## Inicio
Tiene su origen en la localidad de Mérida y más concretamente en la intersección con la antigua   N-V , cerca de la glorieta de las tres fuentes. El tramo de la antigua   N-V  del que parte esta carretera ha sido transferido por el Ministerio de Fomento al Ayuntamiento de Mérida.

## Final
El final está en la intersección con la   EX-105 , cerca de la localidad de Guareña.

## Trazado, localidades y carreteras enlazadas
La longitud real de la carretera es de 21.040 m, de los que la totalidad discurren en la provincia de Badajoz.
Su desarrollo es el siguiente:
| P. K.           | HITO                                      |
| --------------- | ----------------------------------------- |
| 0+000           | Inicio: Antigua N-V (Mérida)              |
| 0+000 - 0+720   | Travesía de Mérida                        |
| 9+100           | Intersección BA-125 (San Pedro de Mérida) |
| 9+100 - 9+720   | Travesía de Valverde de Mérida)           |
| 9+310           | Intersección BA-150 (Don Álvaro)          |
| 12+330 - 12+570 | Puente sobre el río Guadiana              |
| 12+770          | Intersección BA-154 (Villagonzalo)        |
| 15+900 - 15+920 | Paso sobre el ferrocarril                 |
| 18+510 - 18+520 | Puente sobre el canal del Zújar           |
| 21+040          | Fin. EX-105 (Guareña).                    |

## Otros datos de interés
(IMD, estructuras singulares, tramos desdoblados, etc.).
El tramo entre Mérida y el cruce de Villagonzalo (p. k. 12+770) tiene un ancho de 9 metros y está en buen estado. El siguiente tramo hasta Guareña tiene un ancho de 7 metros que necesita un ensanche de plataforma y mejora del trazado.
Los datos sobre Intensidades Medias Diarias en el año 2006 son los siguientes:
| P. K.                      | IMD   | Ligeros | Pesados | % Pesados |
| -------------------------- | ----- | ------- | ------- | --------- |
| 8+000 (Valverde de Mérida) | 2.666 | 2.494   | 171     | 6,4       |
| 16+000                     | 1.906 | 1.714   | 192     | 10,1      |

Como anécdota histórica, reseñar que la mañana en que se firmaba el acuerdo de transferencia de esta carretera a la Junta de Extremadura, la crecida del río Guadiana provocó el colapso del badén existente, cortando la carretera. La Junta de Extremadura asumió la carretera, reparó el badén y construyó un nuevo puente para resolver definitivamente el paso por dicho río.

## Evolución futura de la carretera
La carretera no estaba contemplada en el Plan Regional de Carreteras de Extremadura al ser fruto de una transferencia posterior a su redacción.